# 凯迈奈什圣彼得
凯迈奈什圣彼得（匈牙利語：Kemenesszentpéter）是匈牙利维斯普雷姆州所辖的一个村，总面积21.35平方公里，总人口654，人口密度30.6人/平方公里（2010年1月1日）。